# Canada aux Jeux paralympiques d'hiver de 2006
Le Canada participe aux Jeux paralympiques d'hiver de 2006 à Turin, en Italie, du 10 au 19 mars 2006. Il s'agit de la neuvième participation de ce pays aux Jeux paralympiques d'hiver, le Canada ayant été présent à tous les Jeux paralympiques d'hiver.
La délégation canadienne compte 35 athlètes.
Le Canada a remporté les compétitions d'équipe de hockey sur glace et de curling.